# روبن باميلمانس
روبن باميلمانس (ولد في 14 يناير 1988، في جينك، بلجيكا). هو لاعب كرة مضرب محترف.